# 黑口無足狼鳚
黑口無足狼鳚，為輻鰭魚綱鱸形目绵鳚亞目绵鳚科的其中一種，分布於東太平洋區，從阿拉斯加至秘魯海域，屬深海底棲性魚類，棲息深度在水深50至2212公尺，本魚背鰭與臀鰭與尾鰭相連結，體淺藍灰色並有細的黑色斑點；顎、嘴與鰓腔黑色，背鰭軟條82至85枚；臀鰭軟條70至74枚，體長可達15公分。

## 扩展阅读
維基物種上的相關：黑口無足狼鳚